# Idiastion hageyi
Idiastion hageyi är en fiskart som beskrevs av Mccosker 2008. Idiastion hageyi ingår i släktet Idiastion och familjen Scorpaenidae. Inga underarter finns listade i Catalogue of Life.